# Ernest Courant
Ernest David Courant (Göttingen, 26 de março de 1920 — Ann Arbor, 21 de abril de 2020) foi um físico estadunidense nascido na Alemanha. Filho do matemático Richard Courant, sua contribuição é fundamental nos modernos aceleradores de partículas.
Sua mais notável descoberta foi o trabalho de 1952, em parceria com Milton Stanley Livingston e Hartland Snyder, sobre o princípio da focalização forte, um passo crítico no desenvolvimento dos modernos aceleradores de partículas como o Síncrotron.